# 사양서당강당
칠곡 사양서당 강당(漆谷 泗陽書堂 講堂)은 대한민국 경상북도 칠곡군 지천면에 있는 사양서당의 강당이다. 1985년 8월 5일 경상북도의 문화재자료 제117호로 지정되었다.

## 개요
한강 정구(1543∼1620)·석담 이윤우(1569∼1634)·송암 이원경(1525∼1571) 세 분의 위패를 모시고 있는 곳이다.
한강 정구는 조선 중기 문신으로 여러 벼슬을 거치고 만년에는 후진 양성에 전념한 학자이다. 다방면에 학식이 깊었는데 특히 예학에 밝았다.
조선 효종 2년(1651) 칠곡면 사수동에 세웠는데 정구를 중심으로 이윤우를 모셨다. 숙종 20년(1694)에는 지금 있는 자리로 옮기면서 이원경을 추가로 모셨다. 그 후 흥선대원군의 서원철폐령으로 폐쇄되면서 모두 없어지고 강당인 경회당만 남아 있다.
경회당은 앞면 5칸·옆면 2칸 규모로, 지붕은 옆면에서 볼 때 사람 인(人)자 모양인 맞배지붕이다. 지붕 처마를 받치기 위해 장식하여 만든 공포는 새 날개 모양으로 쌓은 익공 양식으로 꾸몄다.

## 현지 안내문
이 건물은 한강(寒岡) 정구(鄭逑, 1543~1620)가 일생동안 학업을 닦았던, 칠곡군 사수동에 향인들이 그를 기념하여 효종(孝宗) 2년(1651)에 건립했던 강당이다. 숙종(肅宗) 20년(1694년)에 서당이 지금의 장소로 이건되면서 정구를 주벽으로 석담 이윤우를 배향하고 송암 이원경을 별사에 모셨다. 처음 건립 당시에는 묘우(廟宇)와 강당, 폄우재(貶遇齋), 정완재(訂頑齋), 봉하문(鳳下門), 양현청주고(養賢廳廚庫) 등이 있었으나, 고종(高宗) 5년(1868)에 대원군의 서원철폐령에 의하여 지금의 가당인 경회당만 남아 있다. 경회당은 정면 5칸, 측면 2칸 규모의 맞배기와집이다. 평면은 그 가운데 칸의 우물마루를 중심으로 좌우로 온돌방을 두고 전면에는 반칸 규모의 툇간을 두었다.

## 같이 보기
- 정구 (1543년)

## 참고 자료
- 사양서당강당 - 국가유산청 국가유산포털